# Хутькова, Катарина
Катарина Хутькова (словац. Katarína Chuťková; 8 октября 1927, Угровец — 21 марта 1945, Бановце-над-Бебравоу) — словацкая партизанка времён Второй мировой войны.

## Биография
Родилась 8 октября 1927 года в Угровце. Родители: Михал Хутька и Катарина Хутькова (в девичестве Шагатова).
До войны работала художницей, расписывала украшения. В партизанском движении с начала войны, в 1-й чехословацкой армии служила медсестрой. После начала Словацкого национального восстания примкнула к восставшим и попала в партизанский отряд имени Яна Жижки. В марте 1945 года вместе с сестрой Маргитой была арестована фашистами. 21 марта 1945 года после пыток убита в Бановитце (ныне Бановце-над-Бебравоу).
Посмертно награждена Чехословацким военным крестом в 1946 году. В Угровце ей установлен памятник, там же в честь её и сестры названа улица.